# Dinotrema tobiasi
Dinotrema tobiasi är en stekelart som först beskrevs av Fischer 1994.  Dinotrema tobiasi ingår i släktet Dinotrema och familjen bracksteklar. Inga underarter finns listade i Catalogue of Life.